# Moment ulterior
Moment ulterior (denumire originală The Moment After) (1999) este un film creștin produs de Christiano Film Group. Filmul, produs cu mai puțin de 250.000 $, prezintă pe David A.R. White și Kevin Downes în rolul unor agenți FBI prinși în mijlocul evenimentelor provocate de Răpirea Bisericii. Filmul este scris și regizat de Wes Llewelyn. A devenit un succes popular, având una din cele mai mari audiențe în rândul filmelor creștine și a fost urmat peste 7 ani de filmul The Moment After 2: The Awakening (2006).

## Povestea
„Într-o clipă, într-o clipeală din ochi, la cea din urmă trâmbiță. Trâmbița va suna, morții vor învia nesupuși putrezirii, și noi vom fi schimbați.”—1 Corinteni 15:52
Filmul începe cu prezentarea unor dispariții misterioase care au avut loc în toată lumea. Doi agenți FBI, Adam Riley (White) și prietenul său Charles Baker (Downes), primesc misiunea de a cerceta câteva cazuri de dispariție. După câteva zile președintele SUA anunță că nu se pot explica aceste dispariții și că cedează autoritatea sa către cea a unei organizații mondiale care va aduce prosperitate lumii. Se implantează cipuri în mână fără de care nimeni să nu poată cumpăra sau vinde nimic. Cei doi agenți sunt informați de șeful lor că misiunea lor este anulată și primesc o nouă misiune de a vâna pe rabinul Jacob Krause care a devenit creștin și predică salvarea oamenilor prin Iisus Hristos dar guvernul mondial îl consideră terorist pentru că învață oamenii să nu accepte cipul B pe care-l cataloghează ca fiind semnul fiarei.
„Și nimeni să nu poată cumpăra sau vinde fără să aibă semnul acesta, adică numele fiarei sau numărul numelui ei. Aici e înțelepciunea. ”—Apocalipsa 13:17
Downes își implantează cipul, dar Adam amână momentul. Forțele ONU încep să conducă lumea întreagă și pun puncte de control peste tot. De asemenea banii naționali au fost retrași și oamenii pot cumpără doar pe baza creditelor stocate în cipuri. La o astfel de verificare, lui Adam i se atrage atenția că este a doua oară când este prins fără cipul B și că orice angajat al guvernului va fi luat în custodia ONU (arestat) la trei infracțiuni. Adam și Downes îl urmăresc și-l prind pe Jacob Krause. Dar Adam începe să creadă în Dumnezeu. Pe drumul de întoarcere opresc la o benzinărie, dar când Downes intră să plătească, Adam fuge cu Jacob în portbagaj. În cele din urmă, după ce Downes îl denunță, este prins de forțele ONU conduse de Lt. Fredricks (Monte Perlin), dar Jacob este de negăsit. Filmul se termină cu Adam mergând la închisoare unde va fi bătut dar va primi și foi rupte din Biblie pentru consolare. Povestea este continuată în filmul din 2006.

## Distribuția
- David A.R. White ca Adam Riley, un agent FBI
- Kevin Downes ca Charles Baker, partenerul lui Adam
- Brad Heller ca Jacob Krause, un rabin care devine unul din cei 144000, el propovăduiește creștinismul printre cei rămași după Răpirea Bisericii
- Asad Farr ca președinte al guvernului mondial (numită în film Global)
- Logan White este Carissa
- Don Parker Decker ca președinte al Statelor Unite ale Americii
- Bree Pavey ca Audrey Thomas
- Monte Perlin ca Lt. Tenente Fredericks, membru al trupelor ONU care preiau conducerea SUA și a lumii întregi